# 제38회 미국 감독 조합상
제38회 미국 감독 조합상은 1985년 뛰어난 활동을 보인 영화 감독을 기리기 위해 1986년 3월에 열린 시상식이다. 뉴욕, Beverly Hilton Hotel에서 개최되었다.

## 수상 및 후보

### 감독상(영화부문)
- 컬러 퍼플 - 스티븐 스필버그 수상

### 감독상(다큐멘터리부문)
- Harry Rasky 수상

### 공로상
- 조셉 L. 맨키위즈 수상

### 로버트 B. 알드리치 상
- 조지 시드니 수상

### 골든 쥬빌리 특별상
- 페데리코 펠리니 수상
- 구로사와 아키라 수상
- Oscar Micheaux 수상